# Hanazuki: Full of Treasures
Hanazuki: Full of Treasures é uma série de desenho animado americana produzido pela Titmouse, Inc. e Hasbro Studios. É exibido pela YouTube em 12 de janeiro de 2017 e transmitido na Discovery Family em 1 de dezembro de 2018.

## Enredo
Hanazuki: Full of Treasures é sobre Hanazuki, uma jovem moonflower que usa suas emoções para desencadear um grande poder que poderia salvar a galáxia.

## Personagens
- Hanazuki
- Os Hemkas (Vermelho, Laranja, Amarelo, Verde Limão, Esmeralda, Verde, Azul Claro, Azul, Roxo, Lavanda, Magenta, Rosa, e Arco-íris)
- Little Dreamer
- Kiazuki
- Sleepy Unicorn
- Chicken Plant
- Mirror Plant

## Dublagem
| Personagem     | Dublagem         | Dublagem        |
| -------------- | ---------------- | --------------- |
| Hanazuki       | Jessica Di Cicco | Beta Cinalli    |
| Little Dreamer | Colleen Villard  | Mariana Pozatto |
| Kiazuki        | Cassandra Morris | Amanda Tavares  |
| Sleepy Unicorn | Avery Waddell    | Ênio Vivona     |
| Chicken Plant  | Alison Martin    | Amanda Moreira  |
| Mirror Plant   | Shondalia White  | Raquel Elaine   |

## Episódios
| #  | Títulos                                                    | Dirigido por  | Escrito por    | Estreia               |
| -- | ---------------------------------------------------------- | ------------- | -------------- | --------------------- |
| 1  | "Nasce uma Moonflower (BR)" A Moonflower Is Born"          | Allison Craig | Dave Polsky    | 12 de janeiro de 2017 |
| 2  | "O Pequeno Hemka Azul (BR)" Little Blue Hemka"             | Allison Craig | Kara Lee Burk  | 12 de janeiro de 2017 |
| 3  | "O que é uma Chicken Plant? (BR)" What's a Chicken Plant?" | Allison Craig | Eric Acosta    | 12 de janeiro de 2017 |
| 4  | "A Chegada a Areia Movediça (BR)" Slow Sand Rises"         | Allison Craig | Dana Starfield | 12 de janeiro de 2017 |
| 5  | "Estranha Gravidade (BR)" Strange Gravity"                 | Allison Craig | Ron Holsey     | 12 de janeiro de 2017 |
| 6  | "Vendo Vermelho (BR)" Seeing Red"                          | Allison Craig | Sam Cherington | 12 de janeiro de 2017 |
| 7  | "Irmã Moonflower (BR)" Moonflower Sister"                  | Allison Craig | Kerri Grant    | 12 de janeiro de 2017 |
| 8  | "Bebê Chicken Plant (BR)" Baby Chicken Plant"              | Allison Craig | Julia Prescott | 12 de janeiro de 2017 |
| 9  | "Só nos Sonhos de Unicórnio (BR)" Only in Unicorn Dreams"  | Allison Craig | Sam Cherington | 12 de janeiro de 2017 |
| 10 | "Amigo ou Inimigo (BR)" Friend or Foe"                     | Allison Craig | Sam Cherington | 11 de março de 2017   |